# Rewa (Kosakowo)
Rewa (deutsch ebenfalls Rewa) ist ein Dorf in der Landgemeinde Kosakowo (Kossakau) im Powiat Pucki (Putziger Kreis) der polnischen Woiwodschaft Pommern.

## Geographische Lage
Das Fischerdorf Rewa liegt im ehemaligen Westpreußen, an der Putziger Wiek (Zatoka Pucka), etwa neun Kilometer nordöstlich der Stadt Rumia (Rahmel).
Durch die Putziger Wiek verläuft zwischen Rewa und der Ortschaft Kuźnica
(Kußfeld) auf der Halbinsel Hel eine durchgehende schmale Sandbank, die Reff genannt wurde. Diese Sandbank steht bei Anschwellen der See oft unter Wasser und hinterlässt bei Zurückweichen des Wassers kleine Durchgänge, die von Fischerbooten passiert werden können; die tiefste dieser Passagen wird Kuźnica (Deepke – kleine Tiefe) genannt.

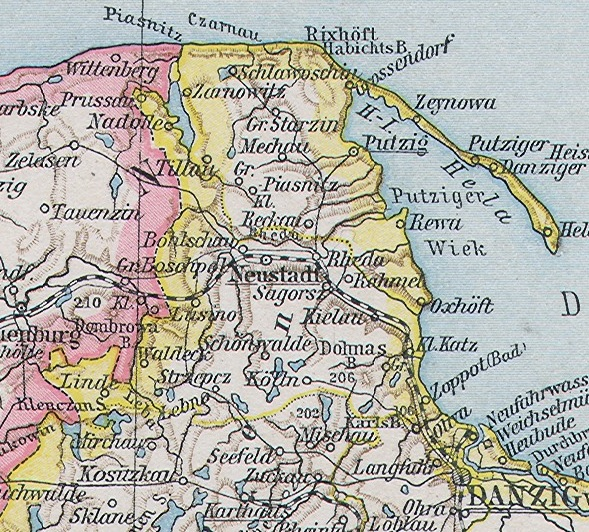
Rewa, an der Putziger Wiek, nördlich von Danzig und ostnordöstlich von Neustadt in Westpreußen, auf einer Landkarte von 1890

## Geschichte

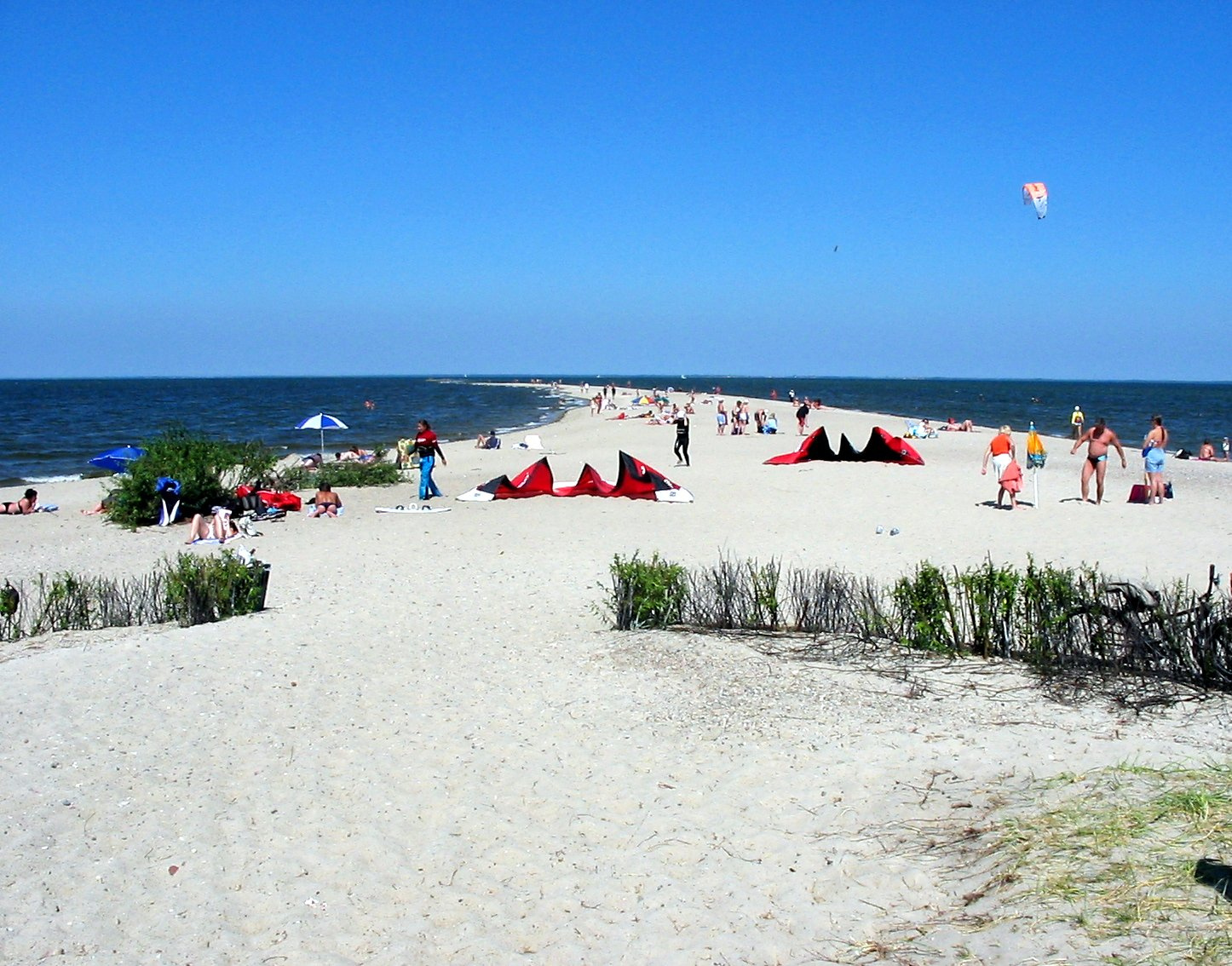
Badestrand an der Sandbank Reff bei Rewa

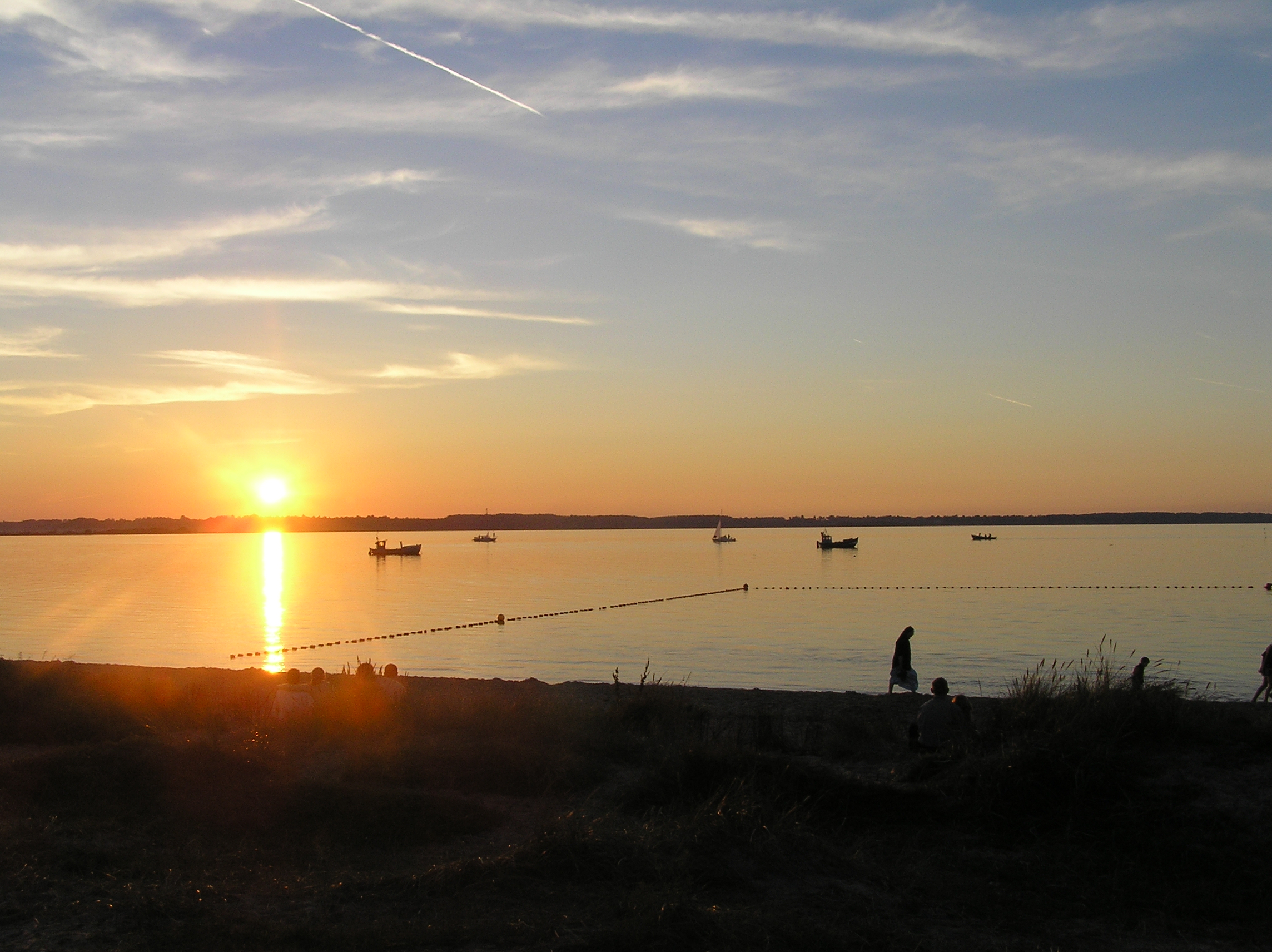
Sonnenuntergang an der Zatoka Pucka bei Rewa

Die Region im nördlichen Pommerellen gehörte im Mittelalter administrativ zum Burgbezirk Danzig, der 1309 in den Besitz des Deutschordensstaates gekommen war. 1440 schloss sich Danzig dem gegen den Deutschen Orden opponierenden Preußischen Bund an und 1466 freiwillig dem autonomen, unter der Schirmherrschaft der polnischen Krone stehenden Preußen Königlichen Anteils.
Durch die Erste Teilung Polen-Litauens 1772 kam das Gebiet um Putzig und Neustadt an das Königreich Preußen. 1785 wird Rewa als ein königliches Fischerdorf mit zwanzig Feuerstellen (Haushaltungen) bezeichnet, das zum Domänenamtsbezirk Brück gehörte.
Bis 1919 gehörte Rewa zum Landkreis Putzig im Regierungsbezirk Danzig der Provinz Westpreußen des Deutschen Reichs.
Nach dem Ersten Weltkrieg wurde die Region, mit Wirkung vom 20. Januar 1920, aufgrund der Bestimmungen des Versailler Vertrages zum Zweck der Verlegung des Polnischen Korridors durch das Reichsgebiet an die Zweite Polnische Republik abgetreten. Durch den Überfall auf Polen 1939 kam das entnommene Gebiet des Polnischen Korridors mit Rewa an das Reichsgebiet zurück und gehörte bis 1945 zum Reichsgau Danzig-Westpreußen. Im Frühjahr 1945 besetzte die Rote Armee die Region. Bald darauf wurde Rewa zusammen mit Westpreußen, ganz Hinterpommern und der südlichen Hälfte Ostpreußens von der Sowjetunion der Volksrepublik Polen zur Verwaltung überlassen.

### Demographie
| Jahr | Einwohner | Anmerkungen |
| ---- | --------- | --- |
| 1818 | 143       | königliches Dorf; davon drei Lutheraner und 140 Katholiken                                                                                                |
| 1852 | 300       | Dorf |
| 1864 | 456       | am 1. Dezember, Gemeindebezirk |
| 1867 | 446       | am 3. Dezember, Gemeindebezirk |
| 1871 | 481       | am 1. Dezember, Gemeindebezirk, darunter acht Evangelische und 473 Katholiken                                                                             |
| 1905 | 413       | am 1. Dezember, Landgemeinde, sämtlich Katholiken (davon acht mit deutscher Muttersprache und 405 mit kaschubischer Muttersprache)                        |
| 1910 | 396       | am 1. Dezember, Gemeindebezirk, darunter eine Person mit deutscher Muttersprache (Katholik) und 395 mit kaschubischer Muttersprache (sämtlich Katholiken) |

Im Jahr 2011  hatte der Ort 972 Einwohner.